# Wolfenstein II: The New Colossus
Wolfenstein II: The New Colossus è uno sparatutto in prima persona di genere fantastorico-horror sviluppato da MachineGames e pubblicato da Bethesda Softworks, sequel di Wolfenstein: The New Order.

## Trama
Dopo gli eventi di Wolfenstein: The New Order, il Circolo Kreisau recupera un ferito William Blazkowicz (Brian Bloom) dalla fortezza di Deathshead prima di distruggerlo con un cannone nucleare. Blazkowicz cade in un coma di 5 mesi e alcuni organi vengono rimossi per facilitare la sua sopravvivenza. Mentre Blazkowicz si riprende, durante la sua convalescenza a bordo del Martello di Eva (un U-boat nazista rubato comandato dal Circolo di Kreisau), viene rivelato che Anya, l'amante di Blazkowicz, è incinta di due gemelli. L'U-boat è presto attaccato da Frau Irene Engel, una sadica comandante nazista già vista nel prequel, che cova un odio smisurato per Blazkowicz soprattutto dopo che quest'ultimo ha ucciso il suo fidanzato Bubi, sempre nel prequel. Per quanto invalido e disorientato, Blazkowicz combatte con Anya e Set Roth, e i tre procedono verso il ponte principale. Poco dopo, tuttavia, Caroline viene catturata da Engel e dalle sue forze. Nel disperato tentativo di salvare i suoi amici, Blazkowicz escogita un piano per farsi catturare e portare sul dirigibile di Engel, l'Ausmerzer, che sta sospendendo l'U-boat sull'acqua. Engel cerca di far parlare Caroline, ma dopo un suo rifiuto, il comandante cerca di convincere la figlia Sigrun (ragazza in sovrappeso e per questo disprezzata dalla madre) a decapitare Caroline. Dopo un rifiuto della figlia, Engel decapita l'amica di Blazkowicz. Sigrun stanca della crudeltà della madre e delle sue continue umiliazioni, si ribella e affronta la madre, permettendo a Blazkowicz di usare l'armatura di Caroline per recuperare le sue forze. Mentre Frau Engel si dà alla fuga, Blazkowicz disconnette il Martello di Eva dall'Ausmerzer e fugge di nuovo verso l'U-boat con il corpo di Caroline.
Dopo il funerale di Caroline, il gruppo decide di realizzare quello che sarebbe stato il prossimo passo nel piano di Caroline per indebolire i nazisti: liberare l'America e usarla come base centrale da cui liberare il resto del mondo. Il gruppo si propone di contattare un gruppo di resistenza nascosto nell'Empire State Building tra le rovine di Manhattan, New York City, distrutte da una bomba atomica nazista. Blazkowicz va da solo e trova Grace Walker, una appassionata afroamericana sfregiata, e Norman "Super Spesh" Caldwell, un teorico cospirazionista e avvocato. L'edificio è presto attaccato dai nazisti e Blazkowicz li respinge prima di scappare con Grace e Spesh. Dopo essere tornato sull'U-boat, Anya affronta Blazkowicz a causa del suo comportamento freddo, poiché sembra attivamente evitarlo. Rivela che sta morendo a causa delle sue ferite e potrebbe non durare un'altra settimana. Grace presto dice al gruppo del suo piano di uccidere i migliori leader nazisti, l'Oberkommando, a Roswell, New Mexico, vicino al sito di un nascondiglio del Da'at Yichud dissotterrato. Blazkowicz si reca a Roswell travestito e con una testata nucleare, prima di dirigersi al ristorante di Super Spesh. Spesh lo porta nel suo bunker e in un tunnel che conduce a Oberkommando, dove Blazkowicz deposita la bomba nel reattore della base e la fa detonare.
Dopo essere scappato, fa una deviazione a Mesquite, la sua città natale. A casa sua, raccoglie un cimelio di sua madre, un anello, che gli è stato detto di dare al suo amore. Dopo aver rivissuto gli eventi più dolorosi della sua infanzia (l'affetto della madre, l'amicizia con una ragazzina coetanea di colore e la crudeltà del padre) appare proprio il padre di Blazkowicz, Rip, che giustifica il suo abuso di Blazkowicz. Dice anche a Blazkowicz che lasciò che sua madre venisse presa dai nazisti perché ebrea. Il padre di Blazkowicz rivela infine che intende consegnarlo ai nazisti, ma non prima che Blazkowicz lo uccida. Engel, dopo aver fatto affidamento sulla linea telefonica aperta di suo padre per individuare la posizione dei due uomini, cattura Blazkowicz una seconda volta e prende il suo cimelio. Super Spesh visita Blazkowicz sotto le spoglie del suo avvocato, dicendogli del loro piano per farlo fuori. Tuttavia, Engel uccide Spesh, dopo aver scoperto il suo stratagemma. Al suo processo, Blazkowicz immagina di liberarsi dai suoi rapitori e di trovare sua madre, che lo conforta e gli dice che ha ancora una difficoltà da affrontare.
Blazkowicz viene condannato a morte e decapitato al Lincoln Memorial, Washington D.C. di fronte a milioni di persone in un evento televisivo. Tuttavia, il Circolo Kreisau recupera la sua testa e la ossigena, conservandola in un serbatoio di vetro. Set innesta chirurgicamente la testa di Blazkowicz su un corpo super-soldato nazista biomeccanizzato. Blazkowicz irrompe poi in un bunker nazista nascosto sotto New York, rubando un dossier su New Orleans, che si rivela essere un grande ghetto. Blazkowicz viaggia lì per riunire diversi combattenti per la libertà sotto il comando del comunista Horton Boone. Escono dal ghetto e scappano sul Martello di Eva. Il Circolo di Kreisau considera quindi la possibilità di rubare Ausmerzer per impedirne l'uso contro la rivoluzione pianificata del gruppo, ma si rende conto che sarebbe quasi impossibile a causa di un sistema di Difesa Automatica chiamato ODIN. Il gruppo intende rubare i codici per disattivare ODIN viaggiando su Venere, dove i codici sono conservati in una struttura nazista. Blazkowicz assume l'identità dell'attore Jules Redfield ed è invitato su Venere per partecipare ad un'audizione di film di propaganda prodotta da Adolf Hitler, invecchiato e affetto da demenza senile, che è alla ricerca di un attore adatto per interpretare Blazkowicz nel film. Blazkowicz recupera i codici di ODIN e ritorna sulla Terra per decifrarli. L'intero gruppo si da una grande festa per il successo. Il Circolo Kreisau quindi assalta Ausmerzer, dove i membri della resistenza disabilitano ODIN e procedono a dirottare i suoi sistemi di comando. Il piano riesce grazie anche all'aiuto di Sigrun che sapeva dove potersi infiltrare senza farsi vedere. Sigrun affronta apertamente Grace Walker che l'aveva sempre disprezzata per essere la figlia di una nazista e che non intende più essere considerata tale, mostrando un'enorme forza. Grace si scusa con lei, avendo frainteso e tutti insieme, si dirigono all'evento decisivo. Blazkowicz e la sua squadra tornano a terra, dove Engel è in televisione nazionale. Sigrun stanca dell'intero mondo nazista, e della crudeltà di sua madre l'abbandona al suo destino. Blazkowicz la giustizia in diretta televisiva e il Circolo Kreisau proclama l'inizio della rivoluzione. In una scena post-crediti, Blazkowicz riprende il suo anello dal corpo di Engel e inginocchiandosi davanti ad Anya gli chiede di sposarlo. Anya accetta con gioia.

## Modalità di gioco
Wolfenstein II: The New Colossus è un gioco sparatutto d'azione e avventura giocato da una prospettiva in prima persona. Per avanzare nella storia, i giocatori combattono i nemici attraverso i livelli. Il gioco utilizza un sistema per cui la salute dei giocatori è divisa in sezioni separate che si rigenerano (10% l'una); se un'intera sezione è persa, i giocatori devono usare un pacco salute per ricostituire la salute mancante. I giocatori usano attacchi corpo a corpo, armi da fuoco ed esplosivi per combattere i nemici e possono correre, saltare e occasionalmente nuotare per navigare attraverso le posizioni. Gli attacchi in mischia possono essere utilizzati per abbattere silenziosamente i nemici senza essere scoperti. In alternativa, i giocatori possono tendere un'imboscata ai nemici, il che spesso provoca un intenso scontro a fuoco tra le due parti. I comandanti nemici possono chiamare rinforzi diverse volte.
Un sistema di copertura può essere usato in combattimento come aiuto contro i nemici. I giocatori hanno la capacità di inclinarsi in giro, sopra e sotto copertura, che può essere usato come vantaggio tattico durante i tiri da gara e i livelli di furtività. I trampoli sono disponibili anche durante alcuni segmenti di gioco per un ulteriore vantaggio tattico. Il gioco offre ai giocatori un'ampia varietà di opzioni per le armi; possono essere trovate sul terreno, recuperate da nemici morti o rimosse dalla loro posizione stazionaria e portate in giro. Le munizioni di armi devono essere recuperate manualmente da terra o da nemici morti. I giocatori hanno accesso a un inventario di armi, che consente loro di portare quante armi trovano. I giocatori hanno la possibilità di mescolare liberamente le armi per il doppio maneggio, dando loro un vantaggio sui nemici infliggendo il doppio di danno. I giocatori possono anche personalizzare le armi attraverso l'uso di aggiornamenti. Mirini e soppressori possono anche essere attaccati alle armi.

## Sviluppo
Wolfenstein II: The New Colossus venne ufficialmente presentato nel corso di una conferenza nel giugno del 2017 dopo essere stato annunciato formalmente l'anno precedente. Il titolo venne pubblicato il 27 ottobre 2017 per Microsoft Windows, PlayStation 4 e Xbox One. Nel 2018 il gioco è stato pubblicato per Nintendo Switch.
Il direttore creativo Jens Matthies è stato accusato di aver giustapposto all'America, "fondata sull'idea di libertà", all'idea del totalitarismo. Il team di sviluppo del gioco ha riproposto alcune locations americane degli anni '60 come ad esempio i diners. Il team ha però sviluppato le figure dei nemici come più grandi rispetto al normale perché potessero intimidire il giocatore. Il gioco ha coinvolto più di 100 attori, con più di 40 ore di performances registrate. L'idea del team è quello di coinvolgere sempre più il giocatore nel coinvolgersi nella figura di William "B.J." Blazkowicz. In apertura del gioco, Blazkowicz utilizza una sedia a rotelle: il team si dimostrò entusiasta di inserire anche in questa fase delle scene di combattimento come "testimonianza della forza di volontà di B.J.".
Il team di sviluppo del gioco ha precisato di non voler fare della polemica con la politica attuale nel mondo e negli Stati Uniti, ma semplicemente di voler prendere in giro a tratti il ruolo del potere e della classe politica. Ad ogni modo alcuni commentatori hanno delineato dei parallelismi tra il gioco e la quotidianità, in particolare gli eventi dell'agosto del 2017 del cosiddetto Unite the Right rally a Charlottesville, Virginia che portò alla morte della contestatrice Heather Heyer. Il direttore del marketing di Bethesda, Pete Hines, ha dichiarato che il gioco non è stato "scritto per essere un commento agli eventi a noi contemporanei, dal momento che nessuno – né alla MachineGames né alla Bethesda – poteva predire cosa sarebbe potuto accadere". Hines ha inoltre aggiunto che comunque la storia del gioco avrebbe seguito il proprio corso e non sarebbero state apportate modifiche al prodotto finale, né contenuti aggiuntivi scaricabili basati su eventi successivi all'uscita del gioco.

### Promozione
Mentre il gioco non è un riferimento ad eventi della contemporaneità, la Bethesda, supportata dalla MachineGames, ha comunque optato per sfruttare l'attuale attitudine nei confronti dei nazisti da parte dell'americano medio per rendere più appetibile il titolo. Pete Hines della Bethesda ha dichiarato: "Non siamo qui per nasconderci dietro al fatto che il gioco ha come scopo quello di uccidere i nazisti e liberare gli Stati Uniti dal loro dominio, e se vi sono dei riferimenti a fatti realmente accaduti o fatti attuali, così è. I nazisti sono il male. Non siamo spaventati dal doverlo ribadire alle persone ancora oggi". Il gioco ha adottato la frase "Make America Nazi-Free Again", basato sullo slogan di Donald Trump "Make America Great Again", come sottotitolo del gioco. Altrove nel gioco si trova però anche la frase "Not My America", uno slogan utilizzato dai gruppi di protesta contro le politiche di Trump. La campagna di marketing ha ricevuto attenzioni positive, ma è stato criticato dai sostenitori di Trump per gli accostamenti (per quanto non espliciti) ai nazisti. Rispondendo ai commenti negativi, Hines disse, "non possiamo negare che i nazisti fossero i cattivi e non fossero americani, non siamo spaventati dall'idea di trovarci qui dalla parte giusta della storia". Ha aggiunto inoltre "le persone che sono contro la liberazione del mondo dall'odio e dai crimini del regime nazista probabilmente non avranno interesse a giocare Wolfenstein."

### Musica
Mick Gordon, che aveva già composto le musiche di Doom (2016), ha composto la colonna sonora di Wolfenstein II assieme a una rivelazione, Martin Sieg Andersen, che ha lavorato al puzzle-platform Inside, oltre a speciali contributi musicali di Fredrik Thordendal, Pedro Macedo Camacho, che già aveva lavorato a Star Citizen e Christoffer Larsson.

## Doppiaggio
Di seguito sono riportati i doppiatori che hanno prestato la voce ai principali personaggi del videogioco:
| Personaggio                   | Doppiatore originale  | Doppiatore italiano  |
| ----------------------------- | --------------------- | -------------------- |
| William "B.J." Blazkowicz     | Brian Bloom           | Mario Zucca          |
| Anya Oliwa                    | Alicja Bachleda       | Beatrice Caggiula    |
| Fergus Reid                   | Gideon Emery          | Antonello Governale  |
| Probst Wyatt III              | A. J. Trauth          | Francesco Mei        |
| Gen. Irene Engel              | Nina Franoszek        | Stefania Patruno     |
| Seth Roth                     | Mark Ivanir           | Mario Scarabelli     |
| Caroline Becker               | Bonita Friedericy     | Stefania Patruno     |
| Max Hass                      | Alex Solowitz         | -                    |
| Bombate                       | Peter Macon           | Renzo Ferrini        |
| Grace Walker                  | Debra Wilson          | Elisabetta Cesone    |
| Norman "Super Spesh" Caldwell | Don McManus           | Luca Ghignone        |
| Sigrun Engel                  | Alyssa Preston        | Martina Tamburello   |
| Horton Boone                  | Christopher Heyerdahl | Domenico Brioschi    |
| B.J. bambino                  | Debi Derryberry       | Cinzia Massironi     |
| Zofia Blazkowicz              | Michelle Forbes       | Anna Lana            |
| Rip Blazkowicz                | Glenn Morshower       | Marco Balzarotti     |
| Billie                        | Bresha Webb           | Francesca Perilli    |
| Paris Jack                    | Antonio D. Charity    | Andrea Bolognini     |
| Mary Sue 'Professoressa'      | Stephanie Vickers     | Tania De Domenico    |
| Adolf Hitler                  | Norbert Weisser       | -                    |
| Helene Winter                 | Kristina Klebe        | Ilaria Sivestri      |
| Llewellyn Ewing               | Dan Donohue           | Maurizio Di Girolamo |
| Shoshana                      | Nicklas Hansson       | -                    |
| Ritva Tuomivaara              | Kati Outinen          | ?                    |
| Gabriela Alvarado             | Maria Aceves          | ?                    |
| Alessandro Di Stefano         | Alessandro Nori       | Alessandro Germano   |
| Gunslinger Joe                | Tim Russ              | Matteo Brusamonti    |
| Roderick Metze                | Dwight Schultz        | Antonio Paiola       |
| Jessica Valiant               | Claudia Black         | Patrizia Scianca     |
| Chuck Lorentz                 | JB Blanc              | Francesco Orlando    |
| Gerhardt Dunkel               | Thure Riefenstein     | Claudio Beccari      |

Personaggi Minori: Claudio Ridolfo, Matteo Zanotti, Alessandro Zurla, Diego Sabre, Diego Baldoin, Silvio Pandolfi, Marco Benedetti, Alessandro Germano, Walter Rivetti, Roberto Palermo, Emanuela Pacotto, Greta Bortolotti, Jolanda Granato.
Il doppiaggio italiano è stato realizzato dalla Synthesis International di Milano.